# Notre-Dame-de-la-Nativité (Jacqueville)

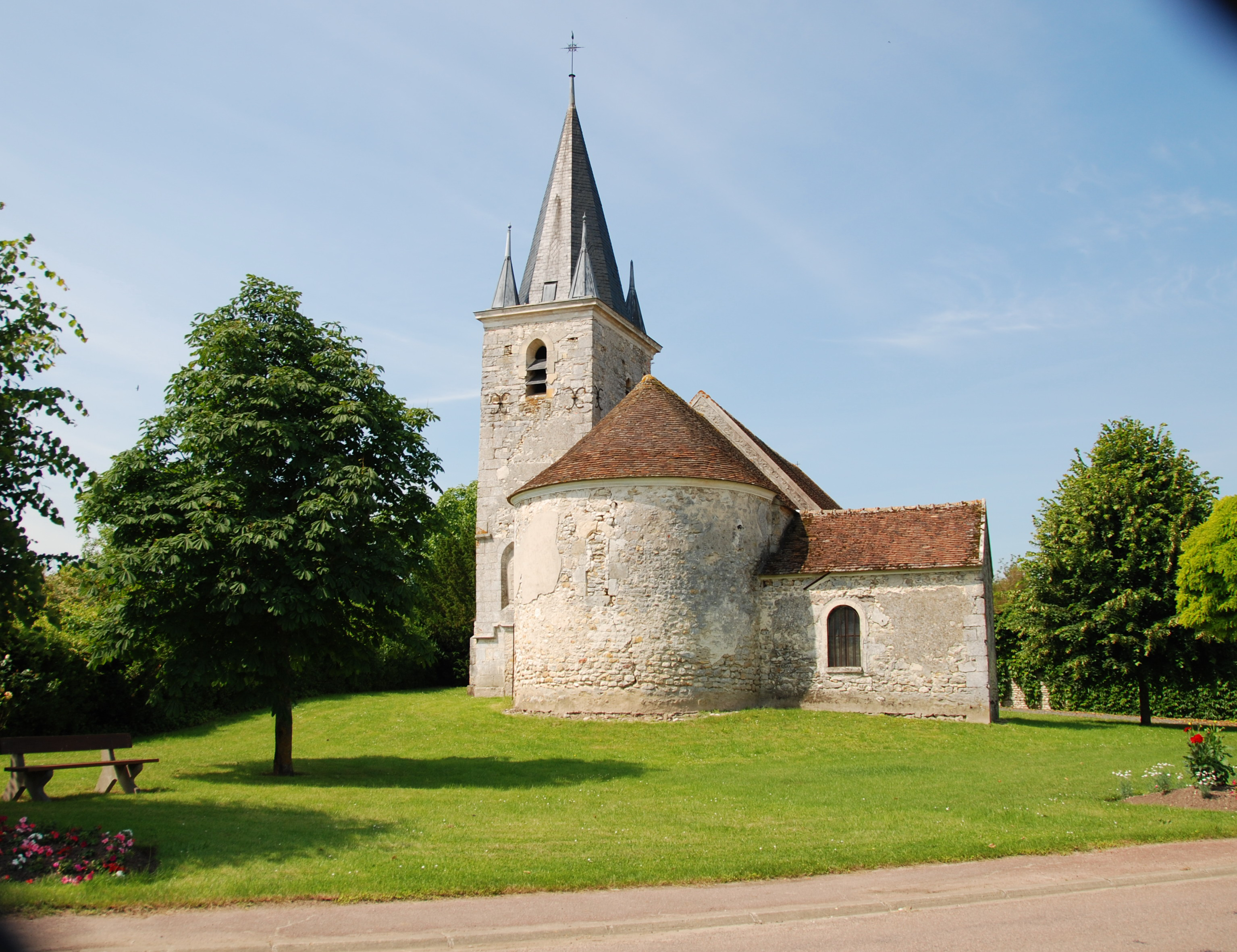
Kirche Notre-Dame-de-la-Nativité in Jacqueville

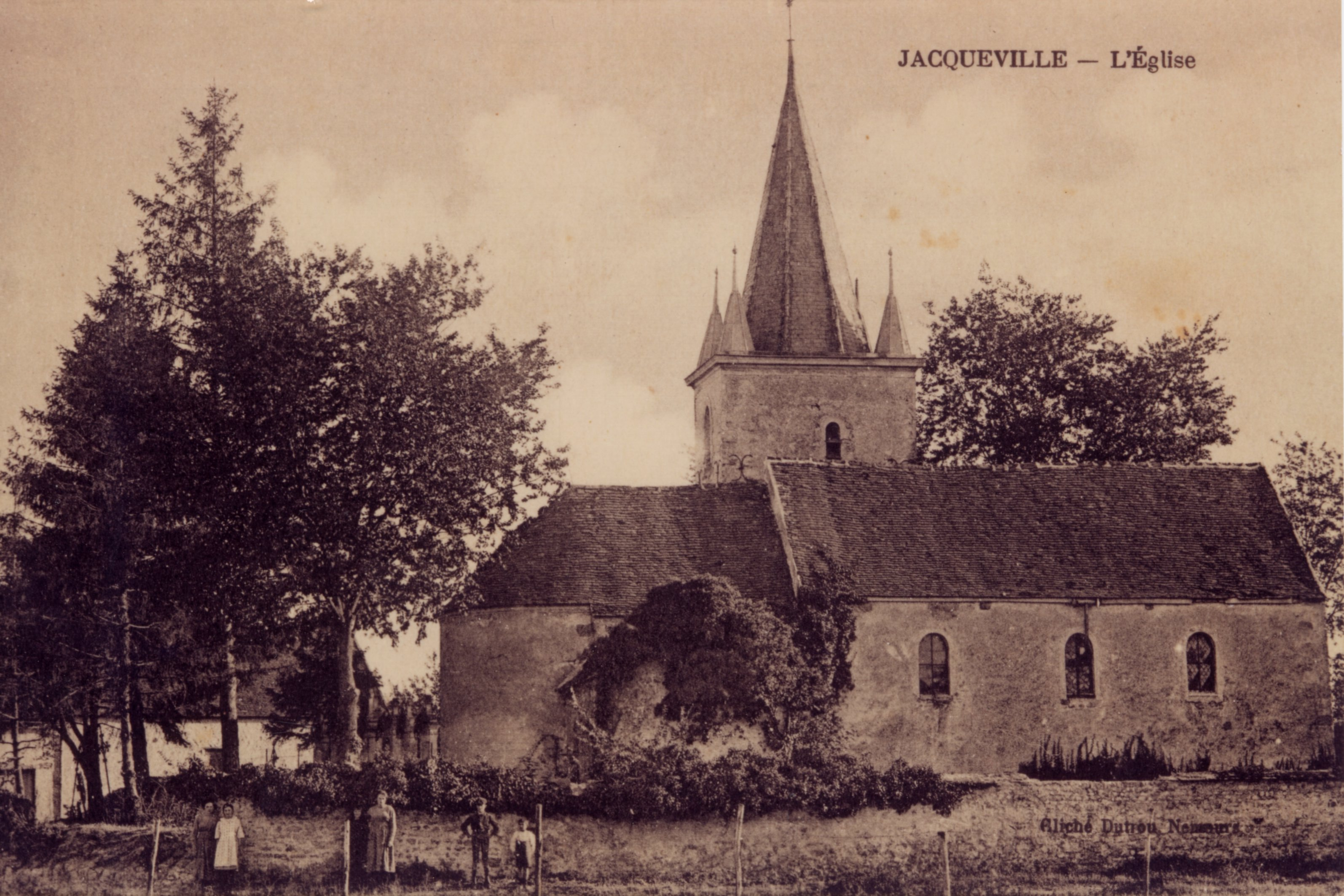
Die Kirche auf einer Postkarte aus dem Jahr 1910

Die Kirche Notre-Dame-de-la-Nativité in Jacqueville, einem Weiler der französischen Gemeinde Amponville im Département Seine-et-Marne der Region Île-de-France, wurde im 12. Jahrhundert errichtet. 
Die Pfarrei in Jacqueville wird im Jahr 1130 erstmals genannt. Der romanische Chor und der Turm stammen wohl aus dieser Zeit. Das Seitenschiff aus dem 14. Jahrhundert wurde später bei der Vergrößerung des Langhauses entfernt. 
Von der Ausstattung ist das Taufbecken aus Kalkstein aus dem 16. Jahrhundert und eine Skulptur der Madonna mit Kind aus Eichenholz erwähnenswert.  